# Neil Corbould
Neil Corbould (* 24. Dezember 1962 in London) ist ein britischer VFX Supervisor, der zweimal (2001 und 2014) mit dem Oscar für die besten visuellen Effekte ausgezeichnet wurde.

## Leben
Neil Corbould wurde 1962 als Sohn von Clifford Corbould (1928–2022) geboren, der seinen Sohn später bei einigen Filmprojekten als Einkäufer für Spezialeffekte, Techniker und Lagerist unterstützen sollte. Seine Brüder Chris Corbould (* 1958), Ian Corbould (* 1959)  und Paul Corbould (* 1961) sowie seine Schwester Gail Courbould (* 1966) sind ebenfalls als Spezialeffektkünstler tätig. Im Alter von 15 Jahren erhielt Corbould in Superman durch seinen Onkel Colin Chilvers, der für den Film als VFX Supervisor tätig war, seinen ersten Job als Spezialeffekt-Laufbursche. 1980 arbeitete er in Der Elefantenmensch als Techniker für Martin Gutteridge. In den folgenden Jahren folgten als Spezialeffekt-Techniker Filme wie Superman II – Allein gegen alle, Superman III – Der stählerne Blitz und James Bond 007 – Lizenz zum Töten.
1997 war er bei Das fünfte Element erstmals als Leiter für Spezialeffekte tätig. 2000 gründete er das Spezialeffekt-Unternehmen Neil Corbould Special Effects Limited, das seinen Hauptsitz in den Pinewood Studios hat.
Corbould war insgesamt acht Mal für den Oscar in der Kategorie Beste visuelle Effekte nominiert, davon allein bei der Oscarverleihung 2024 für drei unterschiedliche Filme in einem Jahr. Er erhielt die Auszeichnung 2001 gemeinsam mit Tim Burke, Rob Harvey und John Nelson für Gladiator und 2014 gemeinsam mit Tim Webber, Chris Lawrence und Dave Shirk für seine Arbeit am Science-Fiction-Film Gravity.

## Filmografie
- 1978: Superman
- 1980: Der Elefantenmensch (The Elephant Man)
- 1980: Saturn-City (Saturn 3)
- 1980: Schrei der Verlorenen (The Watcher in the Woods)
- 1980: Superman II – Allein gegen alle (Superman II)
- 1980: Hawk – Hüter des magischen Schwertes (Hawk the Slayer)
- 1980: Silver Dream Racer
- 1981: American Werewolf (An American Werewolf in London)
- 1981: Memoiren einer Überlebenden (Memoirs of a Survivor)
- 1982: Victor/Victoria (Victor Victoria)
- 1982: Pink Floyd The Wall
- 1983: Superman III – Der stählerne Blitz (Superman III)
- 1984: Amadeus
- 1984: Auf Messers Schneide (The Razor's Edge)
- 1984: Charles Dickens Weihnachtsgeschichte (A Christmas Carol)
- 1985: James Bond 007 – Im Angesicht des Todes (A View to a Kill)
- 1986: Absolute Beginners – Junge Helden (Absolute Beginners)
- 1986: Delta Force (The Delta Force)
- 1986: Der kleine Horrorladen (Little Shop of Horrors)
- 1986: Link – Der Butler (Link)
- 1987: James Bond 007 – Der Hauch des Todes (The Living Daylights)
- 1988: Willow
- 1989: James Bond 007 – Lizenz zum Töten (Licence to Kill)
- 1990: Air America
- 1990: Der alte Mann und das Meer (The Old Man and the Sea)
- 1991: Highlander II – Die Rückkehr (Highlander II: The Quickening)
- 1991: The Crucifer of Blood
- 1992: In einem fernen Land (Far and Away)
- 1992: Stadt der Freude (City of Joy)
- 1993: Cliffhanger – Nur die Starken überleben (Cliffhanger)
- 1994: Léon – Der Profi (Léon)
- 1994: MacGyver – Endstation Hölle (MacGyver: Trail to Doomsday)
- 1994: MacGyver – Jagd nach dem Schatz von Atlantis (MacGyver: Lost Treasure of Atlantis)
- 1995: Die Piratenbraut (Cutthroat Island)
- 1997: Das fünfte Element (The Fifth Element)
- 1997: Event Horizon – Am Rande des Universums (Event Horizon)
- 1998: Der Soldat James Ryan (Saving Private Ryan)
- 1999: Verlockende Falle (Entrapment)
- 2000: Gladiator
- 2000: Vertical Limit
- 2001: Black Hawk Down
- 2001: Die Mumie kehrt zurück (The Mummy Returns)
- 2002: Die vier Federn (The Four Feathers)
- 2003: Jenseits aller Grenzen (Beyond Borders)
- 2003: Timeline
- 2003: Two Thousand Acres of Sky (1 Folge)
- 2004: King Arthur
- 2004: The Day After Tomorrow
- 2005: Königreich der Himmel (Kingdom of Heaven)
- 2006: Blood Diamond
- 2006: Superman Returns
- 2007: Das Vermächtnis des geheimen Buches (National Treasure: Book of Secrets)
- 2007: Die Gebrüder Weihnachtsmann (Fred Claus)
- 2008: Defiance – Für meine Brüder, die niemals aufgaben (Defiance)
- 2010: Kampf der Titanen (Clash of the Titans)
- 2011: Gefährten (War Horse)
- 2011: Pirates of the Caribbean – Fremde Gezeiten (Pirates of the Caribbean: On Stranger Tides)
- 2011: The Devil’s Double
- 2012: Snow White and the Huntsman
- 2012: Zero Dark Thirty
- 2012: Zorn der Titanen (Wrath of the Titans)
- 2013: World War Z
- 2013: R.E.D. 2
- 2013: Gravity
- 2014: Hercules
- 2014: Exodus: Götter und Könige (Exodus: Gods and Kings)
- 2014: Kingsman: The Secret Service
- 2015: Der Marsianer – Rettet Mark Watney (The Martian)
- 2016: Das Jerico Projekt (Criminal)
- 2016: Alice im Wunderland: Hinter den Spiegeln (Alice Through the Looking Glass)
- 2016: Die Insel der besonderen Kinder (Miss Peregrine’s Home for Peculiar Children)
- 2016: Rogue One: A Star Wars Story
- 2017: Alien: Covenant
- 2018: Ready Player One
- 2018: Mission: Impossible – Fallout
- 2019: Terminator: Dark Fate
- 2021: Killer’s Bodyguard 2 (The Hitman’s Wife’s Bodyguard)
- 2021: Venom: Let There Be Carnage
- 2021: Eternals
- 2022: Morbius
- 2023: Mission: Impossible – Dead Reckoning Teil Eins (Mission: Impossible – Dead Reckoning Part One)
- 2023: The Creator
- 2023: Napoleon

## Auszeichnungen und Nominierungen
Oscar:
- 2001: Auszeichnung mit dem Oscar für die besten visuellen Effekte bei Gladiator, mit Tim Burke, Rob Harvey und John Nelson
- 2007: Nominierung für den Oscar für die besten visuellen Effekte bei Superman Returns, mit Richard R. Hoover, Mark Stetson, Jon Thum
- 2013: Nominierung für den Oscar für die besten visuellen Effekte bei Snow White and the Huntsman, mit Philip Brennan, Michael Dawson und Cedric Nicolas-Troyan
- 2014: Auszeichnung mit dem Oscar für die besten visuellen Effekte bei Gravity, mit Tim Webber, Chris Lawrence und Dave Shirk
- 2017: Nominierung für den Oscar für die besten visuellen Effekte bei Rogue One: A Star Wars Story, mit John Knoll, Mohen Leo und Hal T. Hickel
- 2024: Nominierung für den Oscar für die besten visuellen Effekte bei drei Filmen:
  - Napoleon, mit Simone Coco, Charley Henley und Luc-Ewen Martin-Fenouillet
  - Mission: Impossible – Dead Reckoning Teil Eins, mit Simone Coco, Jeff Sutherland und Alex Wuttke
  - The Creator, mit Ian Comley, Jay Cooper und Andrew Roberts